# 30 Persei
30 Persei, som är stjärnans Flamsteed-beteckning, är en dubbelstjärna belägen i den mellersta delen av stjärnbilden, Perseus. Den har en skenbar magnitud på ca 5,49 och är svagt synlig för blotta ögat där ljusföroreningar ej förekommer. Baserat på parallaxmätning inom Hipparcosuppdraget på ca 4,5 mas, beräknas den befinna sig på ett avstånd på ca 730 ljusår (ca 220 parsek) från solen. Den rör sig bort från solen med en heliocentrisk radialhastighet av ca 4 km/s. Stjärnan ingår i Alfa Persei-hopen.

## Egenskaper
Primärstjärnan 30 Persei A är blå till vit stjärna i huvudserien av spektralklass B7 V. Den har en massa som är ca 4 solmassor, en radie som är ca 5 solradier och utsänder ca 610 gånger mera energi än solen från dess fotosfär vid en effektiv temperatur på ca 9 900 K.
30 Persei är en enkelsidig spektroskopisk dubbelstjärna med en omloppsperiod på 36,5 dygn och en excentricitet på ungefär 0,3.